# ماریک کالبو
ماریک کالبو (انگلیسی: Marijke Callebaut؛ زادهٔ ۱۱ اوت ۱۹۸۰) بازیکن فوتبال اهل بلژیک است.
از باشگاه‌هایی که در آن بازی کرده‌است می‌توان به دیوری گردن اشاره کرد.
وی همچنین در تیم ملی فوتبال زنان بلژیک بازی کرده‌است.